# Coupe des nations de cyclisme sur piste 2024
Navigation
Coupe des nations 2023 Coupe des nations 2025

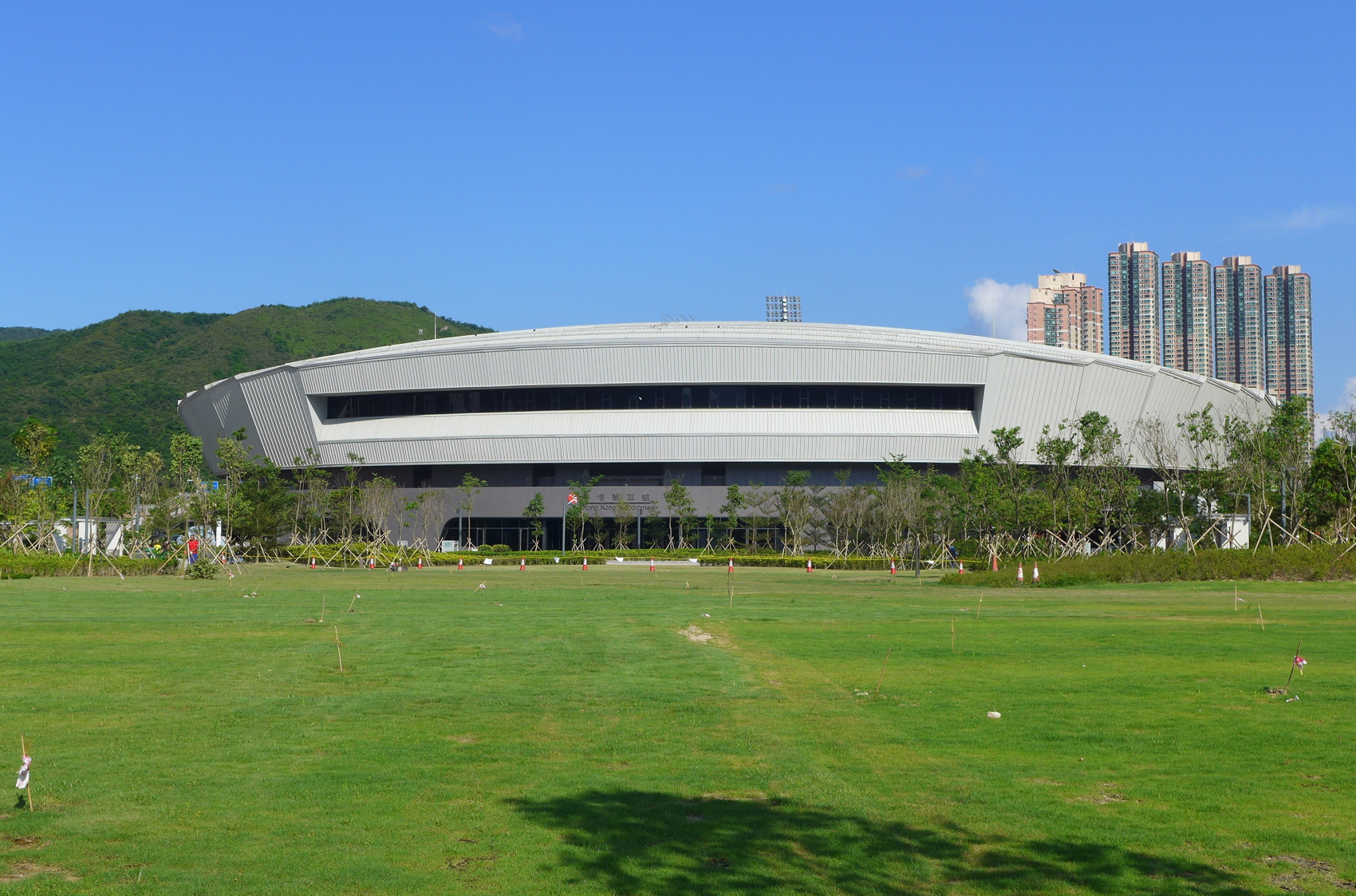
Le Vélodrome de Hong Kong

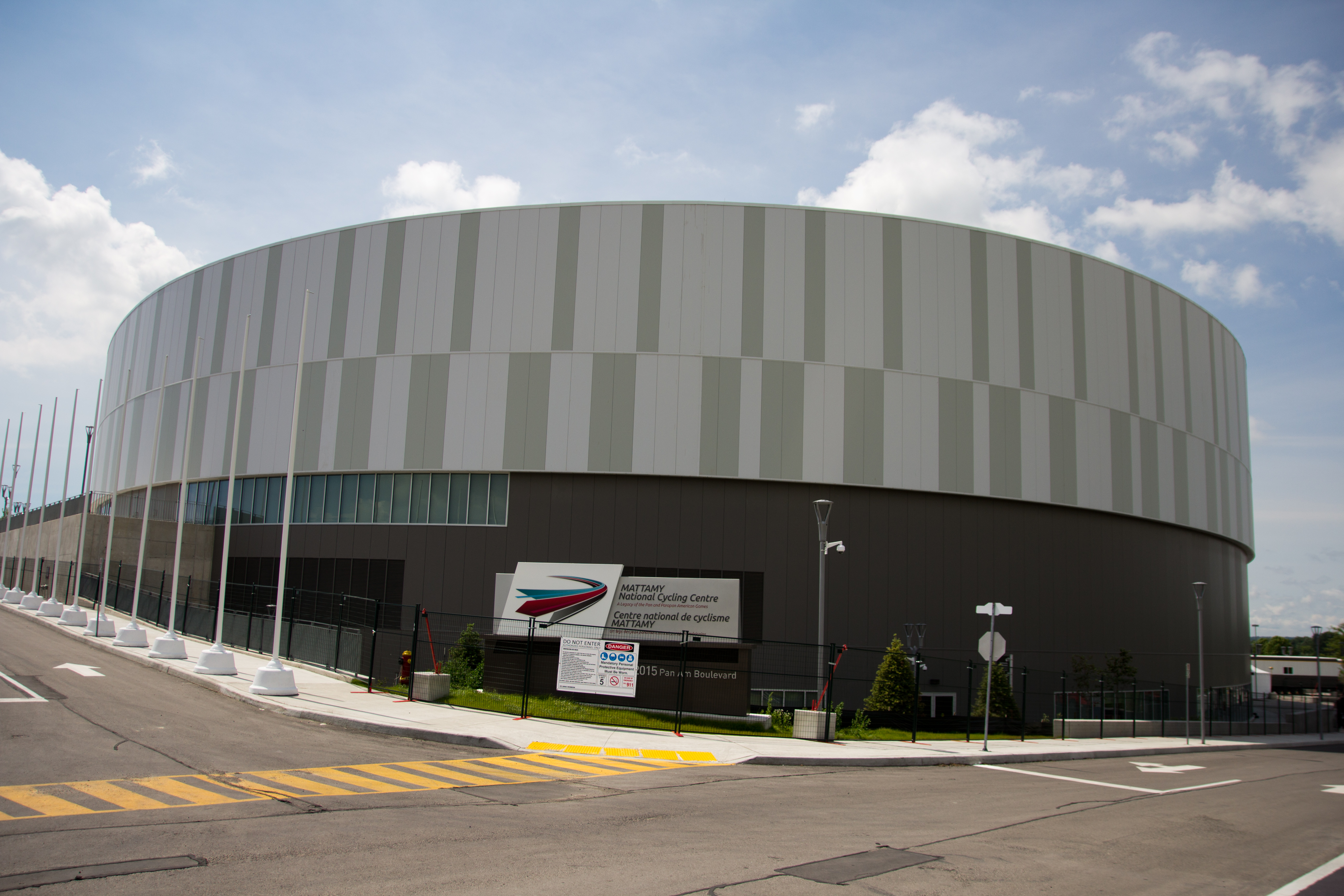
Le Vélodrome de Milton

La Coupe des nations de cyclisme sur piste 2024 est une compétition organisée par l'UCI qui regroupe plusieurs épreuves de cyclisme sur piste. La saison débute le 2 février et se termine le 14 avril 2024. Pour cette saison, trois manches sont au programme.

## Calendrier
| Date        | Pays      | Vélodrome              | Ville     |
| ----------- | --------- | ---------------------- | --------- |
| 2-4 février | Australie | Adelaide Super-Drome   | Adélaïde  |
| 15-17 mars  | Hong Kong | Vélodrome de Hong Kong | Hong Kong |
| 12-14 avril | Canada    | Vélodrome de Milton    | Milton    |

## Classement par équipes
| Rang | Pays/Équipe      | ADE     | HKG    | MIL     | Total   |
| ---- | ---------------- | ------- | ------ | ------- | ------- |
| 1.   | Grande-Bretagne  | 13009,0 | 6682,0 | 10081,0 | 29772,0 |
| 2.   | Japon            | 8416,0  | 9017,0 | 5152,0  | 22585,0 |
| 3.   | Allemagne        | 7489,0  | 6870,0 | 6340,0  | 20699,0 |
| 4.   | Italie           | 6256,0  | 5522,0 | 8374,0  | 20152,0 |
| 5.   | Canada           | 8308,0  | 208,0  | 11076,0 | 19592,0 |
| 6.   | Australie        | 11656,0 | 7864,0 |         | 19520,0 |
| 7.   | Nouvelle-Zélande | 9882,0  | 8022,0 | 1520,0  | 19424,0 |
| 8.   | France           | 2288,0  | 5869,0 | 11180,0 | 19337,0 |
| 9.   | Pays-Bas         |         | 5889,0 | 11056,0 | 16945,0 |
| 10.  | Chine            | 5700,0  | 6684,0 | 3227,0  | 15611,0 |

## Hommes

### Keirin

#### Résultats
| Lieu      | Vainqueur         | Deuxième         | Troisième   |
| --------- | ----------------- | ---------------- | ----------- |
| Adélaïde  | Azizulhasni Awang | Shinji Nakano    | Kaiya Ota   |
| Hong Kong | Kaiya Ota         | Matthew Glaetzer | Sam Dakin   |
| Milton    | Harrie Lavreysen  | Jeffrey Hoogland | Jack Carlin |

#### Classement
| Pos. | Cycliste           | ADE | HKG | MIL | Pts  |
| 1.   | Kaiya Ota          | 640 | 800 |     | 1440 |
| 2.   | Jack Carlin        | 600 |     | 640 | 1240 |
| 3.   | Jeffrey Hoogland   |     | 360 | 720 | 1080 |
| 4.   | Matthew Glaetzer   | 360 | 720 |     | 1080 |
| 5.   | Matthew Richardson | 560 | 520 |     | 1080 |
| 6.   | Mikhail Iakovlev   | 1   | 480 | 520 | 1001 |
| 7.   | Shinji Nakano      | 720 | 280 |     | 1000 |
| 8.   | Martin Čechman     | 96  | 600 | 304 | 1000 |
| 9.   | Kwesi Browne       |     | 560 | 440 | 1000 |
| 10.  | Sam Dakin          | 328 | 640 |     | 968  |

### Vitesse individuelle

#### Résultats
| Lieu      | Vainqueur        | Deuxième           | Troisième        |
| --------- | ---------------- | ------------------ | ---------------- |
| Adélaïde  | Kaiya Ota        | Matthew Richardson | Matthew Glaetzer |
| Hong Kong | Kaiya Ota        | Matthew Richardson | Nicholas Paul    |
| Milton    | Harrie Lavreysen | Jaïr Tjon En Fa    | Nicholas Paul    |

#### Classement
| Pos. | Cycliste           | ADE | HKG | MIL | Pts  |
| 1.   | Kaiya Ota          | 800 | 800 |     | 1600 |
| 2.   | Matthew Richardson | 720 | 720 |     | 1440 |
| 3.   | Vasilijus Lendel   | 360 | 560 | 480 | 1400 |
| 4.   | Nicholas Paul      |     | 640 | 640 | 1280 |
| 5.   | Harrie Lavreysen   |     | 400 | 800 | 1200 |
| 6.   | Jaïr Tjon En Fa    |     | 480 | 720 | 1200 |
| 7.   | Joseph Truman      | 520 | 280 | 304 | 1104 |
| 8.   | Mikhail Iakovlev   | 400 |     | 600 | 1000 |
| 9.   | Sébastien Vigier   |     | 360 | 520 | 880  |
| 10.  | Zhou Yu            | 328 | 520 |     | 848  |

### Vitesse par équipes

#### Résultats
| Lieu      | Vainqueur                                                                  | Deuxième                                            | Troisième                                           |
| --------- | -------------------------------------------------------------------------- | --------------------------------------------------- | --------------------------------------------------- |
| Adélaïde  | Australie Matthew Glaetzer Leigh Hoffman Matthew Richardson Thomas Cornish | Japon Yoshitaku Nagasako Yuta Obara Kaiya Ota       | Grande-Bretagne Jack Carlin Ed Lowe Hamish Turnbull |
| Hong Kong | Australie Thomas Cornish Leigh Hoffman Matthew Richardson Matthew Glaetzer | Japon Yoshitaku Nagasako Yuta Obara Kaiya Ota       | Chine Guo Shuai Liu Qi Zhou Yu                      |
| Milton    | Pays-Bas Jeffrey Hoogland Harrie Lavreysen Roy van den Berg                | Grande-Bretagne Jack Carlin Ed Lowe Hamish Turnbull | Canada Ryan Dodyk Nick Wammes Tyler Rorke           |

#### Classement
| Pos. | Équipe          | ADE  | HKG  | MIL  | Pts  |
| 1.   | Grande-Bretagne | 960  | 840  | 1080 | 2880 |
| 2.   | Chine           | 900  | 960  | 720  | 2580 |
| 3.   | Australie       | 1200 | 1200 |      | 2400 |
| 4.   | Allemagne       | 840  | 780  | 600  | 2220 |
| 5.   | Japon           | 1080 | 1080 |      | 2160 |
| 6.   | Italie          | 660  | 600  | 900  | 2160 |
| 7.   | Tchéquie        | 720  | 720  | 660  | 2100 |
| 8.   | Pays-Bas        |      | 660  | 1200 | 1860 |
| 9.   | France          |      | 900  | 840  | 1740 |
| 10.  | Canada          | 600  |      | 960  | 1560 |

### Poursuite par équipes

#### Résultats
| Lieu      | Vainqueur                                                                                  | Deuxième                                                                                | Troisième                                                                               |
| --------- | ------------------------------------------------------------------------------------------ | --------------------------------------------------------------------------------------- | --------------------------------------------------------------------------------------- |
| Adélaïde  | Grande-Bretagne Joshua Tarling William Tidball Rhys Britton Charlie Tanfield Josh Charlton | Australie Conor Leahy James Moriarty Kelland O'Brien Sam Welsford Blake Agnoletto       | Italie Francesco Lamon Elia Viviani Davide Boscaro Filippo Ganna Manlio Moro            |
| Hong Kong | Danemark Tobias Hansen Robin Skivild Lasse Norman Leth Frederik Madsen                     | Japon Naoki Kojima Eiya Hashimoto Kazushige Kuboki Shoi Matsuda                         | Nouvelle-Zélande Campbell Stewart Tom Sexton Keegan Hornblow George Jackson             |
| Milton    | Grande-Bretagne Ethan Hayter Daniel Bigham Ethan Vernon Oliver Wood Charlie Tanfield       | Belgique Tuur Dens Thibaut Bernard Yoran Van Gucht Noah Vandenbranden Lindsay De Vylder | France Thomas Boudat Thomas Denis Corentin Ermenault Valentin Tabellion Benjamin Thomas |

#### Classement
| Pos. | Équipe           | ADE  | HKG  | MIL  | Pts  |
| 1.   | Grande-Bretagne  | 1600 | 1040 | 1600 | 4240 |
| 2.   | Japon            | 1120 | 1440 | 1200 | 3760 |
| 3.   | Italie           | 1280 | 960  | 1120 | 3360 |
| 4.   | Belgique         | 880  | 720  | 1440 | 3020 |
| 5.   | Australie        | 1440 | 1200 |      | 2640 |
| 6.   | Nouvelle-Zélande | 1200 | 1280 |      | 2480 |
| 7.   | France           | −    | 880  | 1280 | 2160 |
| 8.   | Allemagne        | 960  | 1120 |      | 2080 |
| 9.   | Canada           | 1040 |      | 960  | 2000 |
| 10.  | États-Unis       | 800  |      | 1040 | 1840 |

### Américaine

#### Résultats
| Lieu      | Vainqueur                                    | Deuxième                                     | Troisième                                  |
| --------- | -------------------------------------------- | -------------------------------------------- | ------------------------------------------ |
| Adélaïde  | Nouvelle-Zélande Aaron Gate Campbell Stewart | Allemagne Roger Kluge Theo Reinhardt         | Grande-Bretagne Joshua Tarling Oliver Wood |
| Hong Kong | Nouvelle-Zélande Aaron Gate Campbell Stewart | Espagne Sebastián Mora Albert Torres         | Japon Eiya Hashimoto Kazushige Kuboki      |
| Milton    | Belgique Lindsay De Vylder Robbe Ghys        | Pays-Bas Yanne Dorenbos Jan-Willem van Schip | Portugal Ivo Oliveira Iúri Leitão          |

#### Classement
| Pos. | Équipe              | ADE  | HKG  | MIL  | Pts  |
| 1.   | Portugal            | 1200 | 1200 | 1280 | 3680 |
| 2.   | Japon               | 1120 | 1280 | 1040 | 3440 |
| 3.   | Nouvelle-Zélande    | 1600 | 1600 |      | 3200 |
| 4.   | Allemagne           | 1440 | 1120 | 560  | 3120 |
| 5.   | Belgique            | 464  | 464  | 1600 | 2528 |
| 6.   | Suisse              | 608  | 960  | 880  | 2448 |
| 7.   | Bridgestone Cycling | 1040 | 608  | 720  | 2368 |
| 8.   | Grande-Bretagne     | 1280 |      | 960  | 2240 |
| 9.   | Danemark            |      | 1040 | 1200 | 2240 |
| 10.  | Tchéquie            | 720  | 656  | 800  | 2176 |

### Omnium

#### Résultats
| Lieu      | Vainqueur    | Deuxième             | Troisième         |
| --------- | ------------ | -------------------- | ----------------- |
| Adélaïde  | Dylan Bibic  | Elia Viviani         | Lindsay De Vylder |
| Hong Kong | Aaron Gate   | Oscar Nilsson-Julien | Naoki Kojima      |
| Milton    | Ethan Hayter | Kazushige Kuboki     | Benjamin Thomas   |

#### Classement
| Pos. | Cycliste             | ADE | HKG | MIL | Pts  |
| 1.   | Dylan Bibic          | 800 |     | 800 | 1600 |
| 2.   | Aaron Gate           | 600 | 800 |     | 1400 |
| 3.   | Kazushige Kuboki     | 560 |     | 720 | 1280 |
| 4.   | Tim Wafler           | 440 | 304 | 520 | 1264 |
| 5.   | Iúri Leitão          |     | 520 | 560 | 1080 |
| 6.   | Elia Viviani         | 720 |     | 192 | 912  |
| 7.   | Ethan Hayter         |     |     | 800 | 800  |
| 8.   | Bernard Van Aert     | 232 | 192 | 328 | 752  |
| 9.   | Roger Kluge          | 520 | 208 |     | 728  |
| 10.  | Oscar Nilsson-Julien |     | 720 |     | 720  |

### Course à l'élimination

#### Résultats
| Lieu      | Vainqueur       | Deuxième         | Troisième      |
| --------- | --------------- | ---------------- | -------------- |
| Adélaïde  | Dylan Bibic     | Blake Agnoletto  | Grant Koontz   |
| Hong Kong | William Perrett | Jules Hesters    | Graeme Frislie |
| Milton    | Dylan Bibic     | Shunsuke Imamura | Mark Stewart   |

#### Classement
| Pos. | Cycliste            | ADE | HKG | MIL | Pts  |
| 1.   | Dylan Bibic         | 800 |     | 800 | 1600 |
| 2.   | Shunsuke Imamura    |     | 600 | 720 | 1320 |
| 3.   | Michele Scartezzini | 600 | 440 |     | 1040 |
| 4.   | Erik Martorell      |     | 400 | 600 | 1000 |
| 5.   | Grant Koontz        | 640 | 328 |     | 968  |
| 6.   | Adam Woźniak        | 560 |     | 328 | 888  |
| 7.   | William Perrett     |     | 800 |     | 800  |
| 8.   | Jan Voneš           |     | 480 | 304 | 784  |
| 9.   | Jules Hesters       |     | 720 |     | 720  |
| 10.  | Blake Agnoletto     | 720 |     |     | 720  |

## Femmes

### Keirin

#### Résultats
| Lieu      | Vainqueur       | Deuxième             | Troisième       |
| --------- | --------------- | -------------------- | --------------- |
| Adélaïde  | Mina Sato       | Katy Marchant        | Lauriane Genest |
| Hong Kong | Emma Finucane   | Emma Hinze           | Alina Lysenko   |
| Milton    | Ellesse Andrews | Steffie van der Peet | Lauriane Genest |

#### Classement
| Pos. | Cycliste             | ADE | HKG | MIL | Pts  |
| 1.   | Mathilde Gros        | 480 | 520 | 520 | 1520 |
| 2.   | Emma Finucane        | 600 | 800 |     | 1400 |
| 3.   | Mina Sato            | 800 | 560 |     | 1360 |
| 4.   | Lauriane Genest      | 640 |     | 640 | 1280 |
| 5.   | Wang Lijuan          | 280 | 480 | 328 | 1088 |
| 6.   | Steffie van der Peet |     | 328 | 720 | 1048 |
| 7.   | Nicky Degrendele     | 440 | 600 |     | 1040 |
| 8.   | Miriam Vece          | 328 | 304 | 400 | 1032 |
| 9.   | Emma Hinze           | 280 | 720 |     | 1000 |
| 10.  | Hetty van de Wouw    |     | 360 | 600 | 960  |

### Vitesse individuelle

#### Résultats
| Lieu      | Vainqueur     | Deuxième        | Troisième            |
| --------- | ------------- | --------------- | -------------------- |
| Adélaïde  | Emma Hinze    | Mina Sato       | Mathilde Gros        |
| Hong Kong | Emma Finucane | Mathilde Gros   | Lea Sophie Friedrich |
| Milton    | Mathilde Gros | Ellesse Andrews | Daniela Gaxiola      |

#### Classement
| Pos. | Cycliste             | ADE | HKG | MIL | Pts  |
| 1.   | Mathilde Gros        | 640 | 720 | 800 | 2160 |
| 2.   | Emma Finucane        | 560 | 800 |     | 1360 |
| 3.   | Emma Hinze           | 800 | 520 |     | 1320 |
| 4.   | Ellesse Andrews      | 600 |     | 720 | 1320 |
| 5.   | Mina Sato            | 720 | 480 |     | 1200 |
| 6.   | Hetty van de Wouw    |     | 600 | 600 | 1200 |
| 7.   | Lea Sophie Friedrich | 480 | 640 |     | 1120 |
| 8.   | Miriam Vece          | 280 | 280 | 520 | 1080 |
| 9.   | Lauriane Genest      | 400 |     | 560 | 960  |
| 10.  | Katy Marchant        | 520 | 440 |     | 960  |

### Vitesse par équipes

#### Résultats
| Lieu      | Vainqueur                                                               | Deuxième                                                   | Troisième                                                                |
| --------- | ----------------------------------------------------------------------- | ---------------------------------------------------------- | ------------------------------------------------------------------------ |
| Adélaïde  | Grande-Bretagne Sophie Capewell Emma Finucane Katy Marchant Lauren Bell | Chine Bao Shanju Guo Yufang Yuan Liying Jiang Yulu         | Nouvelle-Zélande Ellesse Andrews Shaane Fulton Rebecca Petch Olivia King |
| Hong Kong | Grande-Bretagne Sophie Capewell Emma Finucane Katy Marchant             | Allemagne Lea Sophie Friedrich Emma Hinze Pauline Grabosch | Chine Bao Shanju Guo Yufang Yuan Liying                                  |
| Milton    | Pays-Bas Kyra Lamberink Hetty van de Wouw Steffie van der Peet          | Mexique Daniela Gaxiola Jessica Salazar Yuli Verdugo       | Pologne Marlena Karwacka Urszula Łoś Nikola Sibiak                       |

#### Classement
| Pos. | Équipe           | ADE  | HKG  | MIL  | Pts  |
| 1.   | Pologne          | 900  | 840  | 960  | 2700 |
| 2.   | Mexique          | 720  | 660  | 1080 | 2460 |
| 3.   | Grande-Bretagne  | 1200 | 1200 |      | 2400 |
| 4.   | France           | 840  | 720  | 780  | 2340 |
| 5.   | Pays-Bas         |      | 900  | 1200 | 2100 |
| 6.   | Chine            | 1080 | 960  |      | 2040 |
| 7.   | Allemagne        |      | 1080 | 840  | 1920 |
| 8.   | Hong Kong        | 540  | 492  | 720  | 1752 |
| 9.   | Nouvelle-Zélande | 960  | 780  |      | 1740 |
| 10.  | Canada           | 780  |      | 900  | 1680 |

### Poursuite par équipes

#### Résultats
| Lieu      | Vainqueur                                                                                       | Deuxième                                                                              | Troisième                                                                        |
| --------- | ----------------------------------------------------------------------------------------------- | ------------------------------------------------------------------------------------- | -------------------------------------------------------------------------------- |
| Adélaïde  | Nouvelle-Zélande Samantha Donnelly Ally Wollaston Bryony Botha Emily Shearman Michaela Drummond | Grande-Bretagne Katie Archibald Elinor Barker Josie Knight Anna Morris Megan Barker   | Australie Georgia Baker Alexandra Manly Sophie Edwards Chloe Moran Maeve Plouffe |
| Hong Kong | Nouvelle-Zélande Bryony Botha Emily Shearman Samantha Donnelly Nicole Shields                   | Irlande Lara Gillespie Mia Griffin Kelly Murphy Alice Sharpe                          | Japon Mizuki Ikeda Yūmi Kajihara Maho Kakita Tsuyaka Uchino                      |
| Milton    | Grande-Bretagne Katie Archibald Jessica Roberts Josie Knight Anna Morris Megan Barker           | Italie Elisa Balsamo Chiara Consonni Martina Alzini Vittoria Guazzini Martina Fidanza | France Clara Copponi Valentine Fortin Marion Borras Marie Le Net                 |

#### Classement
| Pos. | Équipe           | ADE  | HKG  | MIL  | Pts  |
| 1.   | Nouvelle-Zélande | 1600 | 1600 |      | 3200 |
| 2.   | Chine            | 1040 | 1120 | 960  | 3120 |
| 3.   | Grande-Bretagne  | 1440 |      | 1600 | 3040 |
| 4.   | Japon            | 880  | 1280 | 880  | 3040 |
| 5.   | Italie           |      | 1040 | 1440 | 2480 |
| 6.   | Australie        | 1280 | 1200 |      | 2480 |
| 7.   | Irlande          | 960  | 1440 |      | 2400 |
| 8.   | Canada           | 1200 |      | 1200 | 2400 |
| 9.   | États-Unis       | 1120 |      | 1040 | 2160 |
| 10.  | Allemagne        |      | 880  | 1120 | 2000 |

### Américaine

#### Résultats
| Lieu      | Vainqueur                                        | Deuxième                                     | Troisième                                 |
| --------- | ------------------------------------------------ | -------------------------------------------- | ----------------------------------------- |
| Adélaïde  | Grande-Bretagne Katie Archibald Elinor Barker    | Australie Georgia Baker Alexandra Manly      | États-Unis Jennifer Valente Lily Williams |
| Hong Kong | Team Rakuten K Dreams Maho Kakita Tsuyaka Uchino | Nouvelle-Zélande Bryony Botha Emily Shearman | Pays-Bas Marit Raaijmakers Lisa van Belle |
| Milton    | Grande-Bretagne Katie Archibald Neah Evans       | France Valentine Fortin Marion Borras        | États-Unis Jennifer Valente Lily Williams |

#### Classement
| Pos. | Équipe                | ADE  | HKG  | MIL  | Pts  |
| 1.   | Italie                | 1040 | 1040 | 1200 | 3280 |
| 2.   | Grande-Bretagne       | 1600 |      | 1600 | 3200 |
| 3.   | Suisse                | 880  | 1200 | 960  | 3040 |
| 4.   | Team Rakuten K Dreams |      | 1600 | 1120 | 2720 |
| 5.   | Nouvelle-Zélande      | 1120 | 1440 |      | 2560 |
| 6.   | États-Unis            | 1280 |      | 1280 | 2560 |
| 7.   | Pays-Bas              |      | 1280 | 800  | 2080 |
| 8.   | Japon                 | 800  | 608  | 608  | 2016 |
| 9.   | Ouzbékistan           | 608  | 880  | 512  | 2000 |
| 10.  | Tchéquie              | 512  | 960  | 464  | 1936 |

### Omnium

#### Résultats
| Lieu      | Vainqueur       | Deuxième            | Troisième        |
| --------- | --------------- | ------------------- | ---------------- |
| Adélaïde  | Ally Wollaston  | Katie Archibald     | Jennifer Valente |
| Hong Kong | Yūmi Kajihara   | Tsuyaka Uchino      | Lara Gillespie   |
| Milton    | Katie Archibald | Letizia Paternoster | Jennifer Valente |

#### Classement
| Pos. | Cycliste              | ADE | HKG | MIL | Pts  |
| 1.   | Katie Archibald       | 720 |     | 800 | 1520 |
| 2.   | Tsuyaka Uchino        | 328 | 720 | 360 | 1408 |
| 3.   | Yūmi Kajihara         | 480 | 800 |     | 1280 |
| 4.   | Jennifer Valente      | 640 |     | 640 | 1280 |
| 5.   | Liu Jiali             | 560 | 520 | 176 | 1256 |
| 6.   | Lara Gillespie        | 400 | 640 |     | 1040 |
| 7.   | Olivija Baleišytė     | 440 | 560 |     | 1000 |
| 8.   | Maggie Coles-Lyster   | 256 | 208 | 520 | 984  |
| 9.   | Anita Yvonne Stenberg | 232 | 440 | 304 | 876  |
| 10.  | Petra Ševčíková       | 360 | 328 | 256 | 944  |

### Course à l'élimination

#### Résultats
| Lieu      | Vainqueur        | Deuxième              | Troisième             |
| --------- | ---------------- | --------------------- | --------------------- |
| Adélaïde  | Ally Wollaston   | Jennifer Valente      | Jessica Roberts       |
| Hong Kong | Yūmi Kajihara    | Anita Yvonne Stenberg | Yareli Acevedo        |
| Milton    | Jennifer Valente | Letizia Paternoster   | Anita Yvonne Stenberg |

#### Classement
| Pos. | Cycliste              | ADE | HKG | MIL | Pts  |
| 1.   | Anita Yvonne Stenberg | 256 | 720 | 640 | 1616 |
| 2.   | Jennifer Valente      | 720 |     | 800 | 1520 |
| 3.   | Laura Rodríguez       | 280 | 520 | 520 | 1320 |
| 4.   | Maja Tracka           | 600 |     | 480 | 1080 |
| 5.   | Olivija Baleišytė     | 480 | 600 |     | 1080 |
| 6.   | Maria Martins         | 144 | 480 | 400 | 1024 |
| 7.   | Sarah Van Dam         | 328 |     | 600 | 928  |
| 8.   | Yūmi Kajihara         |     | 800 |     | 800  |
| 9.   | Ally Wollaston        | 800 |     |     | 800  |
| 10.  | Yareli Acevedo        |     | 640 | 160 | 800  |